# Anselmo Andrade
Anselmo Andrade é uma aldeia de São Tomé e Príncipe, localiza-se no Distrito de Cantagalo, ilha de São Tomé, próxima às localidades de Claudino Faro, de Bernardo Faro e de Olivares Marim.